# 3rd〜LOVE エスカレーション!〜
『3rd〜LOVE エスカレーション!〜』（サード ラブ エスカレーション）は、℃-uteの3rdアルバム。

## 概要
- 初回生産限定盤はDVD+CD、通常盤はCDのみ。初回生産限定盤、通常盤初回仕様ともにイベント参加券封入。初回生産限定盤に収録されているDVDには、「Hello! Project 2008 Winter 〜決定! ハロ☆プロアワード'08〜」で℃-uteが歌った「LALALA 幸せの歌」と「LALALA 幸せの歌」の℃-ute全員のクローズアップ映像が収録されている。

## 収録曲
全作詞・作曲：つんく
1. 都会っ子 純情
編曲：平田祥一郎
3rdメジャーシングル。
2. イメージカラー
歌：鈴木愛理・矢島舞美
編曲：平田祥一郎
3. 乙女COCORO
編曲：山崎淳
4. LALALA 幸せの歌
編曲：平田祥一郎
4thメジャーシングル。
5. ほめられ伸び子のテーマ曲
編曲：鈴木Daichi秀行
6. めぐる恋の季節
編曲：鈴木Daichi秀行
2ndメジャーシングル。
7. スイーーツ→→→ライブ
歌：岡井千聖・有原栞菜
編曲：高橋諭一
8. 桜チラリ
編曲：高橋諭一
1stメジャーシングル。
9. 晴れのプラチナ通り
歌：中島早貴・萩原舞
編曲：平田祥一郎
10. ドドンガドン音頭
歌：テンションあげ子 (梅田えりか) with ℃-ute 合唱団
編曲：湯浅公一

DVD（初回限定盤のみ）
全て「LALALA 幸せの歌」の映像
1. Hello! Project 2008 Winter 〜決定!ハロ☆プロ アワード '08〜 live version
2. Umeda Erika close-up version
3. Yajima Maimi close-up version
4. Nakajima Saki close-up version
5. Suzuki Airi close-up version
6. Okai Chisato close-up version
7. Hagiwara Mai close-up version
8. Arihara Kanna close-up version